# Coppa del Presidente dell'AFC 2005
La AFC President's Cup 2005 è stata la stagione inaugurale della Coppa del Presidente dell'AFC, una competizione riservata alle società calcistiche asiatiche provenienti da quelle nazioni categorizzate come "emergenti" dall'Asian Football Confederation. Le otto squadre partecipanti sono state suddivise in due gruppi. Le prime due di ogni girone si qualificano alle semifinali. Non si è disputata una finale per il terzo posto. Tutte le partite della competizione vennero disputate nel maggio 2005 a Kathmandu, Nepal.

## Fase a gironi

### Gruppo A
| Squadra          | Pti | G | V | N | P | GF | GS | DR |
| ---------------- | --- | - | - | - | - | -- | -- | -- |
| Regar-TadAZ      | 7   | 3 | 2 | 1 | 0 | 9  | 1  | 8  |
| Three Star Club  | 5   | 3 | 1 | 2 | 0 | 3  | 2  | 1  |
| Taipower         | 4   | 3 | 1 | 1 | 1 | 2  | 4  | -2 |
| Transport United | 0   | 3 | 0 | 0 | 3 | 2  | 9  | -7 |

| 4 maggio 2005    |       |                  |                             |       |
| Three Star Club  | 1 – 1 | Taipower         | Dashrath Stadium, Kathmandu | 16:00 |
| Regar-TadAZ      | 6 – 1 | Transport United | Halchowk Stadium, Kathmandu | 16:00 |
| 6 maggio 2005    |       |                  |                             |       |
| Taipower         | 0 – 3 | Regar-TadAZ      | Halchowk Stadium, Kathmandu | 16:00 |
| Transport United | 1 – 2 | Three Star Club  | Dashrath Stadium, Kathmandu | 16:00 |
| 8 maggio 2005    |       |                  |                             |       |
| Taipower         | 1 – 0 | Transport United | Dashrath Stadium, Kathmandu | 16:00 |
| Three Star Club  | 0 – 0 | Regar-TadAZ      | Dashrath Stadium, Kathmandu | 16:00 |

### Gruppo B
| Squadra       | Pti | G | V | N | P | GF | GS | DR |
| ------------- | --- | - | - | - | - | -- | -- | -- |
| Dordoi-Dynamo | 6   | 3 | 2 | 0 | 1 | 14 | 3  | 11 |
| Blue Star SC  | 6   | 3 | 2 | 0 | 1 | 5  | 10 | -5 |
| WAPDA         | 3   | 3 | 1 | 0 | 2 | 2  | 3  | -1 |
| Hello United  | 3   | 3 | 1 | 0 | 2 | 5  | 10 | -5 |

| 5 maggio 2005 |       |               |                             |       |
| Dordoi-Dynamo | 6 – 1 | Hello United  | Halchowk Stadium, Kathmandu | 16:00 |
| WAPDA         | 0 – 1 | Blue Star SC  | Dashrath Stadium, Kathmandu | 16:00 |
| 7 maggio 2005 |       |               |                             |       |
| Hello United  | 2 – 1 | WAPDA         | Halchowk Stadium, Kathmandu | 16:00 |
| Blue Star SC  | 1 – 8 | Dordoi-Dynamo | Dashrath Stadium, Kathmandu | 16:00 |
| 9 maggio 2005 |       |               |                             |       |
| Hello United  | 2 – 3 | Blue Star SC  | Dashrath Stadium, Kathmandu | 16:00 |
| Dordoi-Dynamo | 0 – 1 | WAPDA         | Halchowk Stadium, Kathmandu | 16:00 |

## Semifinali
| 12 maggio 2005 |                   |                 |                             |       |
| Regar-TadAZ    | 6 – 0             | Blue Star SC    | Dashrath Stadium, Kathmandu | 16:00 |
| Dordoi-Dynamo  | 0 – 0 (dcr 4 – 3) | Three Star Club | Dashrath Stadium, Kathmandu | 19:00 |

## Finali
| 14 maggio 2005 |       |               |                             |  |
| Regar-TadAZ    | 3 – 0 | Dordoi-Dynamo | Dashrath Stadium, Kathmandu |  |